# Gato himalayo

El gato himalayo es un gato persa coloreado como un siamés, pero tiene los rasgos característicos de la raza persa. El gato himalayo tiene la misma morfología del persa: estructura corporal, la cabeza maciza, nariz corta y plana, manto largo y sedoso; y del siamés comparte las puntas coloreadas y los ojos azules. 
El gato himalayo es ligeramente más precoz que las hembras de la raza persa. Su pelo es muy suave y requiere mucho cuidado.